# Nisdafe

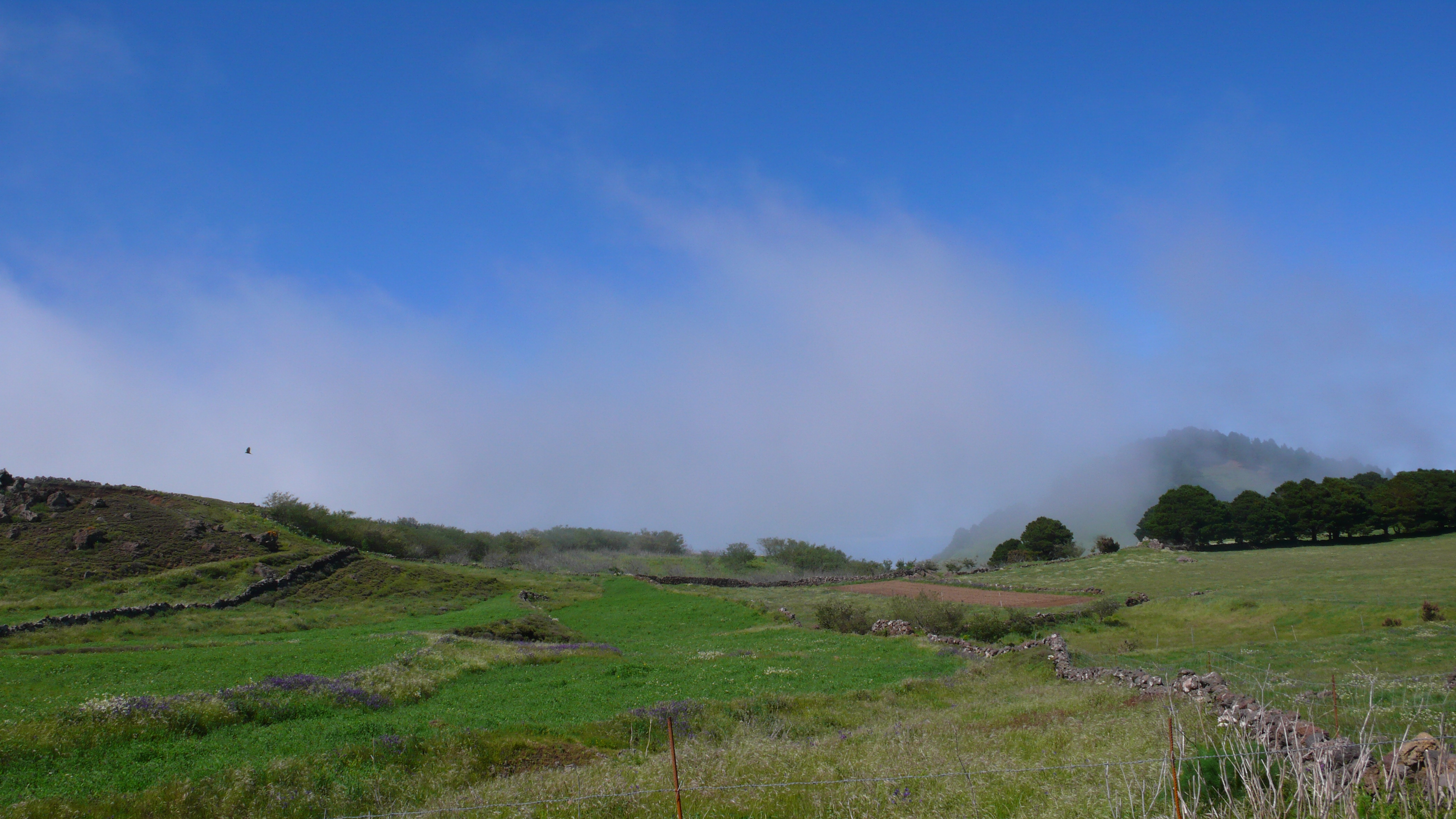
Vista de la meseta.

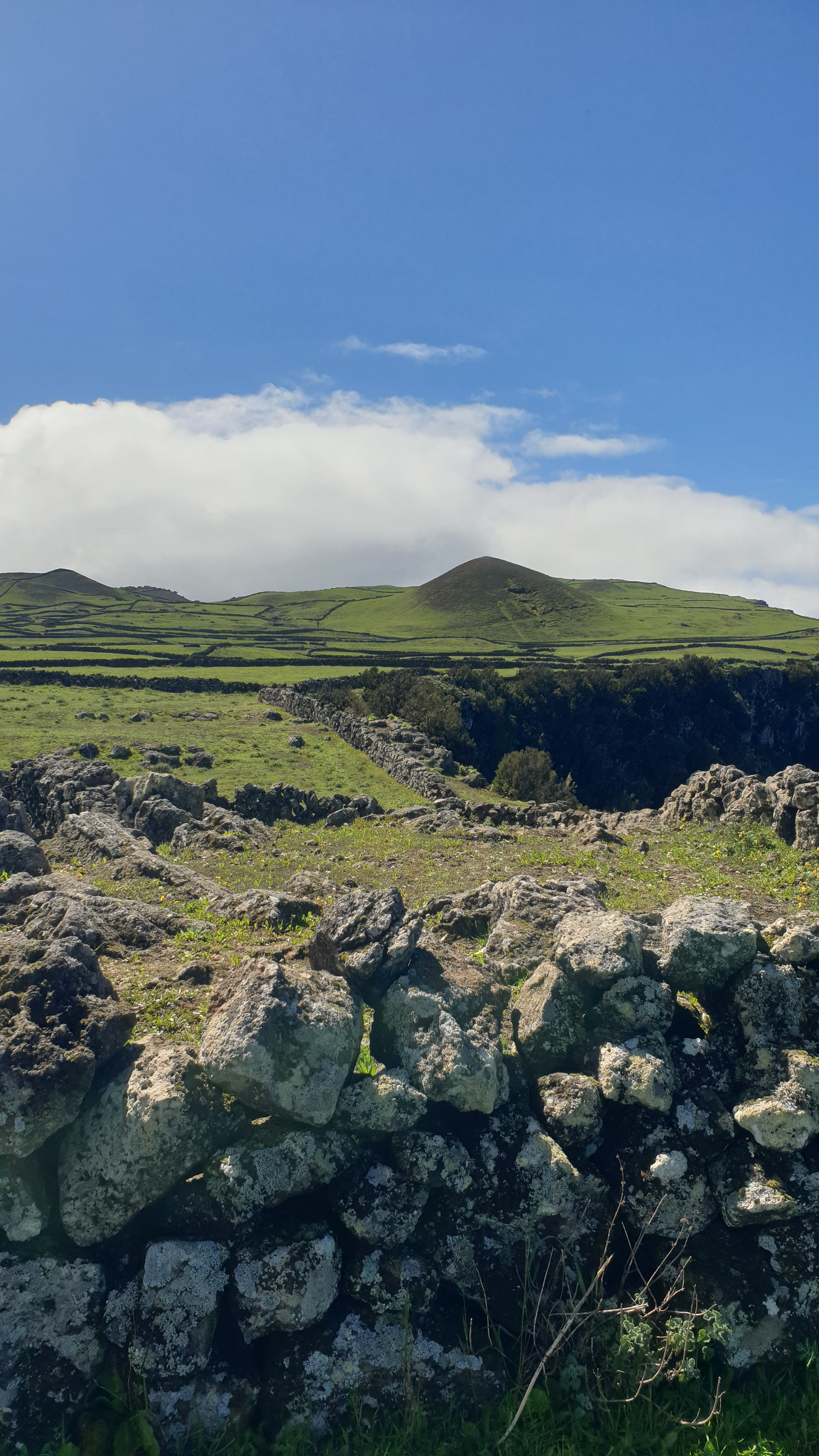
Nisdafe y letime (orilla de despeñadero) del Valle del Golfo.

Nisdafe es una meseta encuadrada en una comarca natural en la isla de El Hierro (Canarias, España), entre 900 y 1.200 m s. n. m., al tratarse de una zona húmeda adecuada para el desarrollo agrícola, a su alrededor se ha asentado parte de su población.
La meseta conoce desde el siglo XV el establecimiento de los primeros asentamientos de población (La Albarrada, Las Montañetas, Tiñor, etc.), en cotas superior a los 500 m. y en sectores muy ocultos desde el mar con objeto de protegerse de los ataques exteriores. La necesidad de tierras aptas para el cultivo determinó la roturación de amplias superficies de La Meseta y Los Barrios, en disminución del monte verde.
Nisdafe, hacia el norte, enlaza con una rampa de contrastadas pendientes que desciende regularmente hacia la costa, donde existen cantiles verticales de hasta 400 m. En ella el vulcanismo subhistórico que prolonga la alineación volcánica de la incipiente dorsal ha construido pequeñas islas bajas (Las Calcosas y Tamaduste).
En las tierras altas centrales de la isla de El Hierro, nos encontramos con los elementos morfológicos más destacables de esta meseta, los conos volcánicos. 